# Edwin Edwards
Edwin Washington Edwards (Marksville, 7 de agosto de 1927-Gonzales, 12 de julio de 2021) fue un político y abogado estadounidense y miembro del Partido Demócrata. Se desempeñó como representante de Estados Unidos de 1965 a 1972 y como el 50.º gobernador de Luisiana durante cuatro períodos (1972-1980, 1984-1988 y 1992-1996), el doble de los períodos elegidos que cualquier otro jefe ejecutivo de Luisiana.

## Carrera política
Sirvió un total de dieciséis años en el cargo, la sexta permanencia más larga en la gobernación en la historia postconstitucional de Estados Unidos, con 5.784 días. Ganó la gobernación de Luisiana en 1972 y fue reelegido en 1975, 1983 y 1991, perdiendo la reelección en 1987. Era una figura colorida, poderosa y legendaria en la política de Luisiana. Edwards, a quien se le ha apodado el «último de la línea de los demócratas del sur del New Deal», fue perseguido durante mucho tiempo por acusaciones de corrupción.

## Condena y encarcelamiento
En 2001, fue encontrado culpable de cargos de crimen organizado y sentenciado a diez años en una prisión federal. Edwards comenzó a cumplir su sentencia en octubre de 2002 en Fort Worth, Texas, y más tarde fue transferido a las instalaciones federales en Oakdale, Luisiana. Edwards fue liberado de la prisión federal en enero de 2011, después de cumplir ocho años.
Sin un indulto, Edwards sigue siendo inelegible para buscar la gobernación hasta que hayan pasado 15 años desde el final de su sentencia. En 2013, Edwards fue coprotagonista, junto con su tercera esposa Trina, en un reality show de A&E, The Governor's Wife basado en su vida juntos. En 2014, Edwards se postuló en las elecciones de 2014 para representar al 6.º distrito congresional de Luisiana en la Cámara de Representantes de los EE. UU. Ocupó el primer lugar en la primera vuelta, pero fue derrotado por casi 25 puntos en la segunda vuelta electoral.

## Vida personal
Edwards nació en Marksville, Luisiana. Estudió en la Universidad Estatal de Luisiana. Edwards estuvo casado con Elaine Schwartzenburg desde 1949 hasta que se divorciaron en 1989. Luego se casó con Candace Picou desde 1994 hasta que se divorciaron en 2004. Luego se casó con su tercera esposa, Trina Grimes Scott en 2011. Edwards tuvo cuatro hijos con Elaine y uno con Trina.
En 2015, Edwards fue hospitalizado por neumonía. El 13 de diciembre de 2016, Edwards fue hospitalizado de nuevo bajo condiciones estables por neumonía en Baton Rouge.

## Muerte
Edwards murió el 12 de julio de 2021 debido a problemas respiratorios en su casa en Gonzales, Luisiana.

## Otros sitios web
- Esta obra contiene una traducción parcial derivada de «Edwin Edwards» de Wikipedia en inglés, publicada por sus editores bajo la Licencia de documentación libre de GNU y la Licencia Creative Commons Atribución-CompartirIgual 4.0 Internacional.
- Wikimedia Commons alberga una categoría multimedia sobre Edwin Edwards.
- Las mejores citas de Edwards
- Perfil de New York Magazine
- Entrevista a Larry King
- Edwin Edwards en X (antes Twitter)

- Datos: Q737491
- Multimedia: Edwin Edwards / Q737491